# Driftpile (Alberta)
Pour les articles homonymes, voir Driftpile.
Driftpile est une localité de la réserve indienne de Drift Pile River 150 (en) dans le Nord de l'Alberta au Canada. Elle est située le long de l'autoroute 2 à environ 191 km à l'est de Grande Prairie.

## Annexe